# Barvinok
Barvinok, ukrajinsky Барвінок, maďarsky Börvinges, je obec v Baranynské územní komunitě, v okrese Užhorod, v Zakarpatské oblasti na západě Ukrajiny. V roce 2001 žilo v Barvinku 413 obyvatel. Přes obec vede ukrajinská dálnice M06.

## Historie
Vlevo od dálnice M06, na kopci 300 metrů severovýchodně od obce, se nachází sídliště z pozdního paleolitu. Obec byla založena v roce 1910 přistěhovalci z horských oblastí, ale až do roku 1936 to byla součást obce Baranynci.